# Nina Balaban
Nina Balaban, född 2 november 1995, är en makedonsk sportskytt.
Balaban tävlade för Makedonien vid olympiska sommarspelen 2016 i Rio de Janeiro, där hon slutade på 42:a plats i 10 m luftgevär.